# Kurt Peter Larsen
 (février 2023).
Si vous disposez d'ouvrages ou d'articles de référence ou si vous connaissez des sites web de qualité traitant du thème abordé ici, merci de compléter l'article en donnant les références utiles à sa vérifiabilité et en les liant à la section « Notes et références ».
Kurt Peter Larsen est un auteur danois né le 27 mai 1953. Il écrit en danois, suédois, anglais et allemand, et est la moitié danoise du duo Oravsky/Larsen.

## Récompenses
Kurt Peter Larsen et Vladimir Oravsky ont remporté le concours mondial de pièce de théâtre (2006), organisé par The International Playwrights’ Forum, The International Theatre Institute (ITI) et l’Association internationale du théâtre de l’enfance et la jeunesse (ASSITEJ) avec leur pièce AAARH!!!